# Podzemní železnice

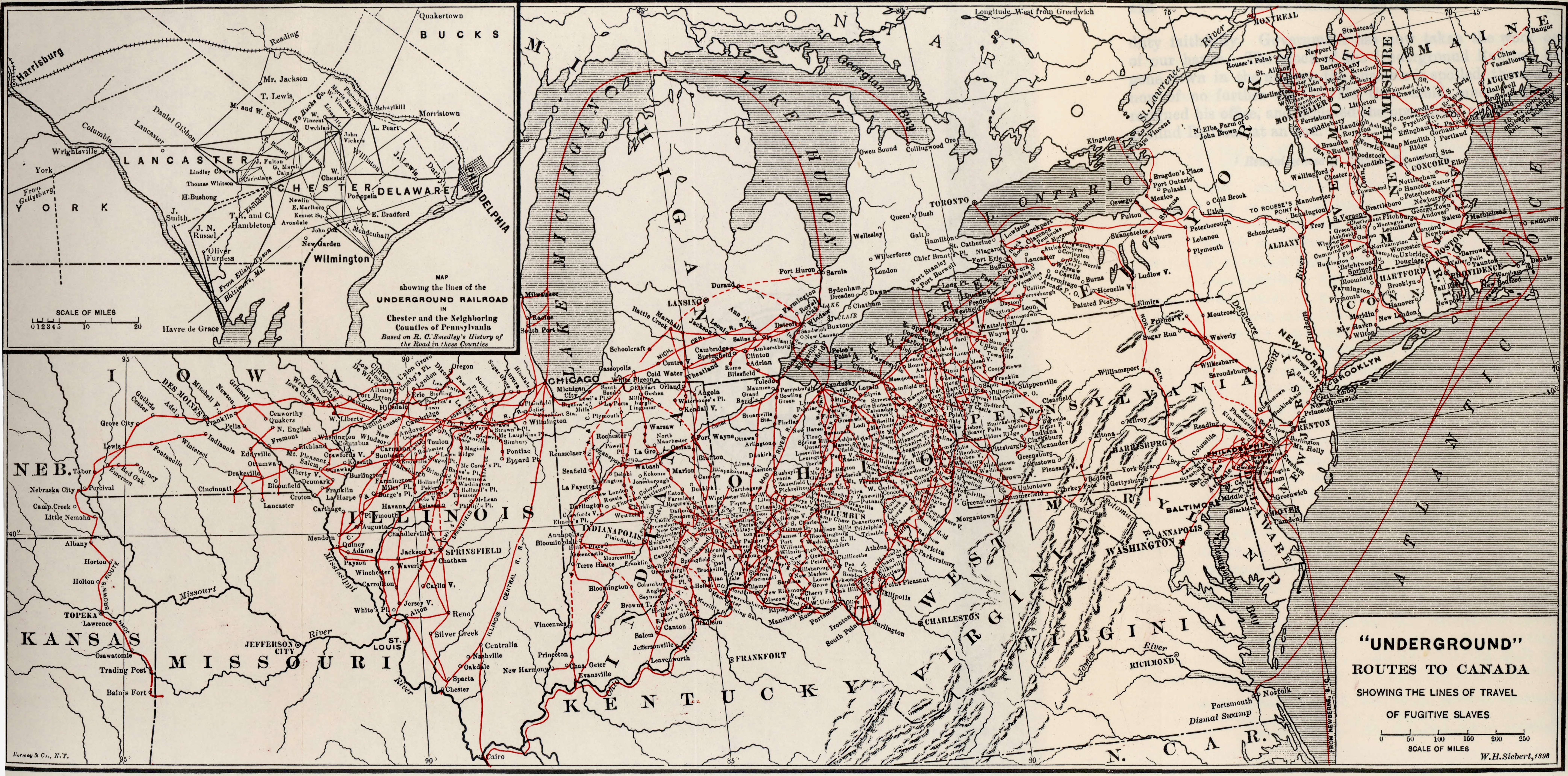
Mapa

Podzemní železnice (anglicky the Undergound Railroad) byla sítí tajných cest, bezpečných domů a útočišť, kterých užívali v 1. polovině 19. století otroci prchající z amerického Jihu do svobodných států Unie na severu USA a do Kanady. Nejvíce užívána byla v letech 1810—1850 a jejím prostřednictvím uprchlo více než 30 000 otroků.

## Struktura
Název „podzemní železnice“ získala tato síť cest a útočišť proto, že se v jejím rámci užívalo jako utajovacího kódu železniční terminologie. Skládala se z míst setkání, tajných tras, přepravních prostředků, bezpečných domů a také mnoha sympatizantů boje proti otroctví. Ti byli obvykle kvůli utajení organizováni v malých nezávislých skupinkách zajišťujících jen několik pospojovaných „stanic“ (angl. stations) v okolí. Uprchlí otroci se pohybovali po této trase od jedné stanice ke druhé a propracovávali se tak na sever. Jejich „průvodčí“ (angl. conductors) pocházeli z nejrůznějších vrstev společnosti. Byli mezi nimi svobodní černoši, bývalí otroci (uprchlí i propuštění), bílí abolicionisté i Indiáni. Významnou roli hrály také církve, například kvakeři.

## Trasy a cestování
Prchající otroci putovali mezi „stanicemi“ v noci, za jednu noc urazili kolem 15 až 30 km. Trasy vedly často záměrně oklikou, aby zmátly pronásledovatele, kteří měli podle federálních zákonů právo pronásledovat uprchlé otroky i v severních státech, a to až ke kanadské hranici. Během dne, kdy uprchlíci odpočívali na stanicích, se na další stanici posílala zpráva o jejich příchodu. Cestovali převážně pěšky, někdy ale využívali i vlakovou a lodní dopravu. Peníze na lístky, na nové oblečení i další potřeby prchajících poskytovalo množství dárců, kteří byli v terminologii podzemní železnice nazývání „akcionáři“ (angl. stockholders).
Uprchlí otroci byli ve většině případů mladí muži, obecně se soudilo, že cesta je příliš obtížná a nebezpečná pro ženy a děti. Utíkali individuálně nebo v malých skupinkách, v některých případech byli přímo na plantáži kontaktováni „průvodčím“, který předstíral, že je otrok, a pak jim pomohl uprchnout. Mnohým z těchto uprchlých mužů se poté, co se usadili na svobodě, podařilo vykoupit i své ženy, děti a další rodinné příslušníky.